# Football Club Internazionale Milano U23 2025-2026
Questa voce raccoglie le informazioni riguardanti il Football Club Internazionale Milano U23 nelle competizioni ufficiali della stagione 2025-2026.

## Stagione
Il 25 luglio 2025, a seguito della mancata iscrizione della SPAL al campionato di Serie C, l'Inter ufficializzò l'iscrizione della propria seconda squadra al campionato: l'Inter U23 divenne così la quarta squadra del suo genere a partecipare ad un campionato professionistico italiano, dopo la Juventus Next Gen, l'Atalanta U23 e il Milan Futuro. Per la stagione di debutto, l'impianto individuato per ospitare le gare casalinghe della seconda squadra nerazzurra fu lo Stadio Brianteo di Monza, anche noto per ragioni di sponsorizzazione come U-Power Stadium.
Quanto alla guida tecnica, venne scelto come allenatore Stefano Vecchi, reduce dall'esperienza sulla panchina del Vicenza, e nella stagione 2016-2017 già allenatore ad interim della prima squadra nerazzurra.

## Divise e sponsor
Lo sponsor tecnico per la stagione 2025-2026 è Nike, mentre il main sponsor è Betsson Sport.
|  | Casa | Trasferta |

Per i portieri sono disponibili quattro divise in varianti nero, giallo, arancione e verde.
| 1ª portiere | 2ª portiere | 3ª portiere | 4ª portiere |

## Organigramma societario
Area direttiva
- Presidente: Giuseppe Marotta
- Vice presidente: Javier Zanetti
- Amministratore delegato: Giuseppe Marotta
- Responsabile tecnico: Dario Baccin
- Direttore sportivo: Gianluca Andrissi

Staff tecnico
- Allenatore: Stefano Vecchi
- Allenatore in seconda: Omar Danesi
- Collaboratore tecnico: Giovanni Barbugian
- Preparatore dei portieri: Paolo Castelli
- Preparatore atletico: Alessandro Ciullini, Paolo Bezzi
- Match Analyst: Mattia Costigliolo, Giacomo Toninato

## Rosa
Rosa e numerazione aggiornate al 16 agosto 2025.
| N. |                     | Ruolo | Calciatore        |
| -- | ------------------- | ----- | ----------------- |
| 1  | Italia (bandiera)   | P     | Riccardo Melgrati |
| 2  | Italia (bandiera)   | D     | Tommaso Avitabile |
| 3  | Italia (bandiera)   | D     | Matteo Cocchi     |
| 5  | Grecia (bandiera)   | D     | Christos Alexiou  |
| 6  | Francia (bandiera)  | D     | Yvan Maye         |
| 7  | Italia (bandiera)   | A     | Matteo Spinaccè   |
| 8  | Italia (bandiera)   | C     | Luca Fiordilino   |
| 9  | Slovenia (bandiera) | C     | Luka Topalović    |
| 10 | Francia (bandiera)  | C     | Issiaka Kamate    |
| 11 | Italia (bandiera)   | C     | Richi Agbonifo    |
| 12 | Italia (bandiera)   | P     | Paolo Raimondi    |
| 13 | Croazia (bandiera)  | C     | Dominik Kartelo   |
| 14 | Italia (bandiera)   | C     | Leonardo Bovo     |
| 15 | Italia (bandiera)   | D     | Francesco Stante  |

| N. |                     | Ruolo | Calciatore                  |
| -- | ------------------- | ----- | --------------------------- |
| 16 | Italia (bandiera)   | C     | Matteo Venturini            |
| 19 | Italia (bandiera)   | D     | Giuseppe Prestia (capitano) |
| 21 | Marocco (bandiera)  | A     | Aymen Zouin                 |
| 22 | Italia (bandiera)   | P     | Matteo Zamarian             |
| 24 | Italia (bandiera)   | D     | Gabriele Re Cecconi         |
| 25 | Romania (bandiera)  | D     | Antonio David               |
| 26 | Italia (bandiera)   | D     | Gabriele Garonetti          |
| 30 | Italia (bandiera)   | A     | Mattia Mosconi              |
| 35 | Polonia (bandiera)  | A     | Jan Żuberek                 |
| 44 | Italia (bandiera)   | C     | Thomas Berenbruch           |
| 46 | Italia (bandiera)   | D     | Simone Cinquegrano          |
|    | Italia (bandiera)   | P     | Alessandro Calligaris       |
|    | Italia (bandiera)   | C     | Mattia Zanchetta            |
|    | Colombia (bandiera) | C     | Dilan Zárate                |

## Calciomercato

### Sessione estiva(dal 1/7 al 1/9)
| Acquisti         | Acquisti               | Acquisti      | Acquisti                 |
| R.               | Nome                   | da            | Modalità                 |
| ---------------- | ---------------------- | ------------- | ------------------------ |
| P                | Riccardo Melgrati      |               | svincolato               |
| P                | Paolo Raimondi         | Pro Palazzolo | fine prestito            |
| D                | Tommaso Avitabile      |               | svincolato               |
| D                | Simone Cinquegrano     | Sassuolo      | prestito                 |
| D                | Antonio David          | Cesena        | prestito                 |
| D                | Alessandro Fontanarosa | Carrarese     | fine prestito            |
| D                | Giuseppe Prestia       | Cesena        | definitivo               |
| D                | Giacomo Stabile        | Alcione       | fine prestito            |
| D                | Francesco Stante       | Pergolettese  | fine prestito            |
| C                | Richi Agbonifo         | Verona        | definitivo (1 milione €) |
| C                | Luca Di Maggio         | Perugia       | fine prestito            |
| C                | Luca Fiordilino        |               | svincolato               |
| C                | Issiaka Kamate         | Modena        | fine prestito            |
| A                | Amadou Sarr            | Foggia        | fine prestito            |
| A                | Jan Żuberek            | Avellino      | fine prestito            |
| Altre operazioni |                        |               |                          |
| R.               | Nome                   | da            | Modalità                 |

| Cessioni         | Cessioni               | Cessioni     | Cessioni                                         |
| R.               | Nome                   | a            | Modalità                                         |
| ---------------- | ---------------------- | ------------ | ------------------------------------------------ |
| D                | Mike Aidoo             | Pergolettese | prestito                                         |
| D                | Alessandro Fontanarosa | Avellino     | definitivo                                       |
| D                | Matteo Motta           | Lumezzane    | prestito                                         |
| D                | Giacomo Stabile        | Juve Stabia  | prestito                                         |
| C                | Luca Di Maggio         | Padova       | prestito con diritto di opzione e contro-opzione |
| A                | Daniele Quieto         | Latina       | prestito                                         |
| A                | Amadou Sarr            | AlbinoLeffe  | definitivo                                       |
| Altre operazioni |                        |              |                                                  |
| R.               | Nome                   | a            | Modalità                                         |

### Sessione invernale(dal 2/1 al 2/2)
| Acquisti         | Acquisti         | Acquisti         | Acquisti         |
| R.               | Nome             | da               | Modalità         |
| Altre operazioni | Altre operazioni | Altre operazioni | Altre operazioni |
| R.               | Nome             | da               | Modalità         |
| ---------------- | ---------------- | ---------------- | ---------------- |

| Cessioni         | Cessioni         | Cessioni         | Cessioni         |
| R.               | Nome             | a                | Modalità         |
| Altre operazioni | Altre operazioni | Altre operazioni | Altre operazioni |
| R.               | Nome             | a                | Modalità         |
| ---------------- | ---------------- | ---------------- | ---------------- |

## Risultati

### Serie C

#### Girone di andata
| Novara 25 agosto 2025, ore 20:30 CEST 1ª giornata | Novara | – | Inter U23 | Stadio Silvio Piola |

| Monza 31 agosto 2025, ore 15:30 CEST 2ª giornata | Inter U23 | – | Pro Patria | U-Power Stadium |

| Verona 6 settembre 2025, ore 20:30 CEST 3ª giornata | Virtus Verona | – | Inter U23 | Stadio Mario Gavagnin-Sinibaldo Nocini |

| Monza 14 settembre 2025, ore 15:00 CEST 4ª giornata | Inter U23 | – | Lecco | U-Power Stadium |

| Crema 21 settembre 2025, ore 12:30 CEST 5ª giornata | Pergolettese | – | Inter U23 | Stadio Giuseppe Voltini |

| Monza 25 settembre 2025, ore 20:45 CEST 6ª giornata | Inter U23 | – | Triestina | U-Power Stadium |

| Lumezzane 28 settembre 2025, ore 20:30 CEST 7ª giornata | Lumezzane | – | Inter U23 | Stadio Tullio Saleri |

| Monza 5 ottobre 2025, ore --:-- CEST 8ª giornata | Inter U23 | – | Ospitaletto | U-Power Stadium |

| Monza 12 ottobre 2025, ore --:-- CEST 9ª giornata | Inter U23 | – | Renate | U-Power Stadium |

| Sesto San Giovanni 19 ottobre 2025, ore --:-- CEST 10ª giornata | Alcione | – | Inter U23 | Stadio Ernesto Breda |

| Monza 26 ottobre 2025, ore --:-- CET 11ª giornata | Inter U23 | – | Cittadella | U-Power Stadium |

| Zanica 2 novembre 2025, ore --:-- CET 12ª giornata | AlbinoLeffe | – | Inter U23 | AlbinoLeffe Stadium |

| Monza 9 novembre 2025, ore --:-- CET 13ª giornata | Inter U23 | – | Vicenza | U-Power Stadium |

| Fontanafredda 16 novembre 2025, ore --:-- CET 14ª giornata | Dolomiti Bellunesi | – | Inter U23 | Stadio Omero Tognon |

| Trento 23 novembre 2025, ore --:-- CET 15ª giornata | Trento | – | Inter U23 | Stadio Briamasco |

| Monza 30 novembre 2025, ore --:-- CET 16ª giornata | Inter U23 | – | Pro Vercelli | U-Power Stadium |

| Arzignano 7 dicembre 2025, ore --:-- CET 17ª giornata | Arzignano Valchiampo | – | Inter U23 | Stadio Tommaso Dal Molin |

| Monza 14 dicembre 2025, ore --:-- CET 18ª giornata | Inter U23 | – | Giana Erminio | U-Power Stadium |

| Brescia 21 dicembre 2025, ore --:-- CET 19ª giornata | Union Brescia | – | Inter U23 | Stadio Mario Rigamonti |

#### Girone di ritorno
| Monza 4 gennaio 2026, ore --:-- CET 20ª giornata | Inter U23 | – | Novara | U-Power Stadium |

| Busto Arsizio 11 gennaio 2026, ore --:-- CET 21ª giornata | Pro Patria | – | Inter U23 | Stadio Carlo Speroni |

| Monza 18 gennaio 2026, ore --:-- CET 22ª giornata | Inter U23 | – | Virtus Verona | U-Power Stadium |

| Lecco 25 gennaio 2026, ore --:-- CET 23ª giornata | Lecco | – | Inter U23 | Stadio Rigamonti-Ceppi |

| Monza 1º febbraio 2026, ore --:-- CET 24ª giornata | Inter U23 | – | Pergolettese | U-Power Stadium |

| Trieste 8 febbraio 2026, ore --:-- CET 25ª giornata | Triestina | – | Inter U23 | Stadio Nereo Rocco |

| Monza 11 febbraio 2026, ore --:-- CET 26ª giornata | Inter U23 | – | Lumezzane | U-Power Stadium |

| Ospitaletto 15 febbraio 2026, ore --:-- CET 27ª giornata | Ospitaletto | – | Inter U23 | Stadio Gino Corioni |

| Meda 22 febbraio 2026, ore --:-- CET 28ª giornata | Renate | – | Inter U23 | Stadio Mino Favini |

| Monza 1º marzo 2026, ore --:-- CET 29ª giornata | Inter U23 | – | Alcione | U-Power Stadium |

| Cittadella 4 marzo 2026, ore --:-- CET 30ª giornata | Cittadella | – | Inter U23 | Stadio Piercesare Tombolato |

| Monza 8 marzo 2026, ore --:-- CET 31ª giornata | Inter U23 | – | AlbinoLeffe | U-Power Stadium |

| Vicenza 15 marzo 2026, ore --:-- CET 32ª giornata | Vicenza | – | Inter U23 | Stadio Romeo Menti |

| Monza 22 marzo 2026, ore --:-- CET 33ª giornata | Inter U23 | – | Dolomiti Bellunesi | U-Power Stadium |

| Monza 29 marzo 2026, ore --:-- CET 34ª giornata | Inter U23 | – | Trento | U-Power Stadium |

| Vercelli 4 aprile 2026, ore --:-- CEST 35ª giornata | Pro Vercelli | – | Inter U23 | Stadio Silvio Piola |

| Monza 12 aprile 2026, ore --:-- CEST 36ª giornata | Inter U23 | – | Arzignano Valchiampo | U-Power Stadium |

| Gorgonzola 19 aprile 2026, ore --:-- CEST 37ª giornata | Giana Erminio | – | Inter U23 | Stadio Città di Gorgonzola |

| Monza 26 aprile 2026, ore --:-- CEST 38ª giornata | Inter U23 | – | Union Brescia | U-Power Stadium |

### Coppa Italia Serie C

#### Turni eliminatori
| Arbitro: | Frasynyak (Gallarate) |

|            |           |                        |
| Maloti 41’ | Marcatori | 44’ Żuberek 65’ Kamate |

## Statistiche

### Statistiche di squadra
Statistiche aggiornate al 16 agosto 2025.
| Competizione         | Punti | In casa | In casa | In casa | In casa | In casa | In casa | In trasferta | In trasferta | In trasferta | In trasferta | In trasferta | In trasferta | Totale | Totale | Totale | Totale | Totale | Totale | DR |
| Competizione         | Punti | G       | V       | N       | P       | Gf      | Gs      | G            | V            | N            | P            | Gf           | Gs           | G      | V      | N      | P      | Gf     | Gs     | DR |
| -------------------- | ----- | ------- | ------- | ------- | ------- | ------- | ------- | ------------ | ------------ | ------------ | ------------ | ------------ | ------------ | ------ | ------ | ------ | ------ | ------ | ------ | -- |
| Serie C              | 0     | 0       | 0       | 0       | 0       | 0       | 0       | 0            | 0            | 0            | 0            | 0            | 0            | 0      | 0      | 0      | 0      | 0      | 0      | 0  |
| Coppa Italia Serie C | -     | 0       | 0       | 0       | 0       | 0       | 0       | 1            | 1            | 0            | 0            | 2            | 1            | 1      | 1      | 0      | 0      | 2      | 1      | 1  |
| Totale               | -     | 0       | 0       | 0       | 0       | 0       | 0       | 1            | 1            | 0            | 0            | 2            | 1            | 1      | 1      | 0      | 0      | 2      | 1      | 1  |

### Andamento in campionato
| Giornata  | 1 | 2 | 3 | 4 | 5 | 6 | 7 | 8 | 9 | 10 | 11 | 12 | 13 | 14 | 15 | 16 | 17 | 18 | 19 | 20 | 21 | 22 | 23 | 24 | 25 | 26 | 27 | 28 | 29 | 30 | 31 | 32 | 33 | 34 | 35 | 36 | 37 | 38 |
| --------- | - | - | - | - | - | - | - | - | - | -- | -- | -- | -- | -- | -- | -- | -- | -- | -- | -- | -- | -- | -- | -- | -- | -- | -- | -- | -- | -- | -- | -- | -- | -- | -- | -- | -- | -- |
| Luogo     | T | C | T | C | T | C | T | C | C | T  | C  | T  | C  | T  | T  | C  | T  | C  | T  | C  | T  | C  | T  | C  | T  | C  | T  | T  | C  | T  | C  | T  | C  | C  | T  | C  | T  | C  |
| Risultato |   |   |   |   |   |   |   |   |   |    |    |    |    |    |    |    |    |    |    |    |    |    |    |    |    |    |    |    |    |    |    |    |    |    |    |    |    |    |
| Posizione |   |   |   |   |   |   |   |   |   |    |    |    |    |    |    |    |    |    |    |    |    |    |    |    |    |    |    |    |    |    |    |    |    |    |    |    |    |    |

Legenda:

Luogo: C = Casa; T = Trasferta. Risultato: V = Vittoria; N = Pareggio; P = Sconfitta.

### Statistiche dei giocatori
Sono in corsivo i calciatori che hanno lasciato la squadra a stagione in corso.
| Giocatore      | Serie C  | Serie C | Serie C     | Serie C    | Coppa Italia Serie C | Coppa Italia Serie C | Coppa Italia Serie C | Coppa Italia Serie C | Totale   | Totale | Totale      | Totale     |
| Giocatore      | Presenze | Reti    | Ammonizioni | Espulsioni | Presenze             | Reti                 | Ammonizioni          | Espulsioni           | Presenze | Reti   | Ammonizioni | Espulsioni |
| -------------- | -------- | ------- | ----------- | ---------- | -------------------- | -------------------- | -------------------- | -------------------- | -------- | ------ | ----------- | ---------- |
| R. Agbonifo    | 0        | 0       | 0           | 0          | 1                    | 0                    | 1                    | 0                    | 1        | 0      | 1           | 0          |
| C. Alexiou     | 0        | 0       | 0           | 0          | 0                    | 0                    | 0                    | 0                    | 0        | 0      | 0           | 0          |
| T. Avitabile   | 0        | 0       | 0           | 0          | 0                    | 0                    | 0                    | 0                    | 0        | 0      | 0           | 0          |
| T. Berenbruch  | 0        | 0       | 0           | 0          | 0                    | 0                    | 0                    | 0                    | 0        | 0      | 0           | 0          |
| L. Bovo        | 0        | 0       | 0           | 0          | 1                    | 0                    | 0                    | 0                    | 1        | 0      | 0           | 0          |
| A. Calligaris  | 0        | 0       | 0           | 0          | 0                    | 0                    | 0                    | 0                    | 0        | 0      | 0           | 0          |
| S. Cinquegrano | 0        | 0       | 0           | 0          | 1                    | 0                    | 0                    | 0                    | 1        | 0      | 0           | 0          |
| M. Cocchi      | 0        | 0       | 0           | 0          | 1                    | 0                    | 0                    | 0                    | 1        | 0      | 0           | 0          |
| A. David       | 0        | 0       | 0           | 0          | 1                    | 0                    | 0                    | 0                    | 1        | 0      | 0           | 0          |
| L. Fiordilino  | 0        | 0       | 0           | 0          | 1                    | 0                    | 1                    | 0                    | 1        | 0      | 1           | 0          |
| A. Fontanarosa | 0        | 0       | 0           | 0          | 1                    | 0                    | 1                    | 0                    | 1        | 0      | 1           | 0          |
| G. Garonetti   | 0        | 0       | 0           | 0          | 0                    | 0                    | 0                    | 0                    | 0        | 0      | 0           | 0          |
| I. Kamate      | 0        | 0       | 0           | 0          | 1                    | 1                    | 0                    | 0                    | 1        | 1      | 0           | 0          |
| D. Kartelo     | 0        | 0       | 0           | 0          | 0                    | 0                    | 0                    | 0                    | 0        | 0      | 0           | 0          |
| Y. Maye        | 0        | 0       | 0           | 0          | 0                    | 0                    | 0                    | 0                    | 0        | 0      | 0           | 0          |
| R. Melgrati    | 0        | 0       | 0           | 0          | 1                    | -1                   | 0                    | 0                    | 1        | -1     | 0           | 0          |
| M. Mosconi     | 0        | 0       | 0           | 0          | 1                    | 0                    | 0                    | 0                    | 1        | 0      | 0           | 0          |
| G. Prestia     | 0        | 0       | 0           | 0          | 1                    | 0                    | 0                    | 0                    | 1        | 0      | 0           | 0          |
| P. Raimondi    | 0        | 0       | 0           | 0          | 0                    | 0                    | 0                    | 0                    | 0        | 0      | 0           | 0          |
| G. Re Cecconi  | 0        | 0       | 0           | 0          | 1                    | 0                    | 1                    | 0                    | 1        | 0      | 1           | 0          |
| A. Sarr        | 0        | 0       | 0           | 0          | 0                    | 0                    | 0                    | 0                    | 0        | 0      | 0           | 0          |
| M. Spinaccè    | 0        | 0       | 0           | 0          | 1                    | 0                    | 0                    | 0                    | 1        | 0      | 0           | 0          |
| F. Stante      | 0        | 0       | 0           | 0          | 0                    | 0                    | 0                    | 0                    | 0        | 0      | 0           | 0          |
| L. Topalović   | 0        | 0       | 0           | 0          | 1                    | 0                    | 0                    | 0                    | 1        | 0      | 0           | 0          |
| M. Venturini   | 0        | 0       | 0           | 0          | 1                    | 0                    | 0                    | 0                    | 1        | 0      | 0           | 0          |
| M. Zamarian    | 0        | 0       | 0           | 0          | 0                    | 0                    | 0                    | 0                    | 0        | 0      | 0           | 0          |
| M. Zanchetta   | 0        | 0       | 0           | 0          | 0                    | 0                    | 0                    | 0                    | 0        | 0      | 0           | 0          |
| D. Zárate      | 0        | 0       | 0           | 0          | 0                    | 0                    | 0                    | 0                    | 0        | 0      | 0           | 0          |
| A. Zouin       | 0        | 0       | 0           | 0          | 0                    | 0                    | 0                    | 0                    | 0        | 0      | 0           | 0          |
| J. Żuberek     | 0        | 0       | 0           | 0          | 1                    | 1                    | 0                    | 0                    | 1        | 1      | 0           | 0          |